# Arsenal de Kherson
L'arsenal de Kherson est un bâtiment classée en Ukraine qui fut militaire avant d'être une prison. Il se trouve au 10 rue Perekovska.

## Histoire

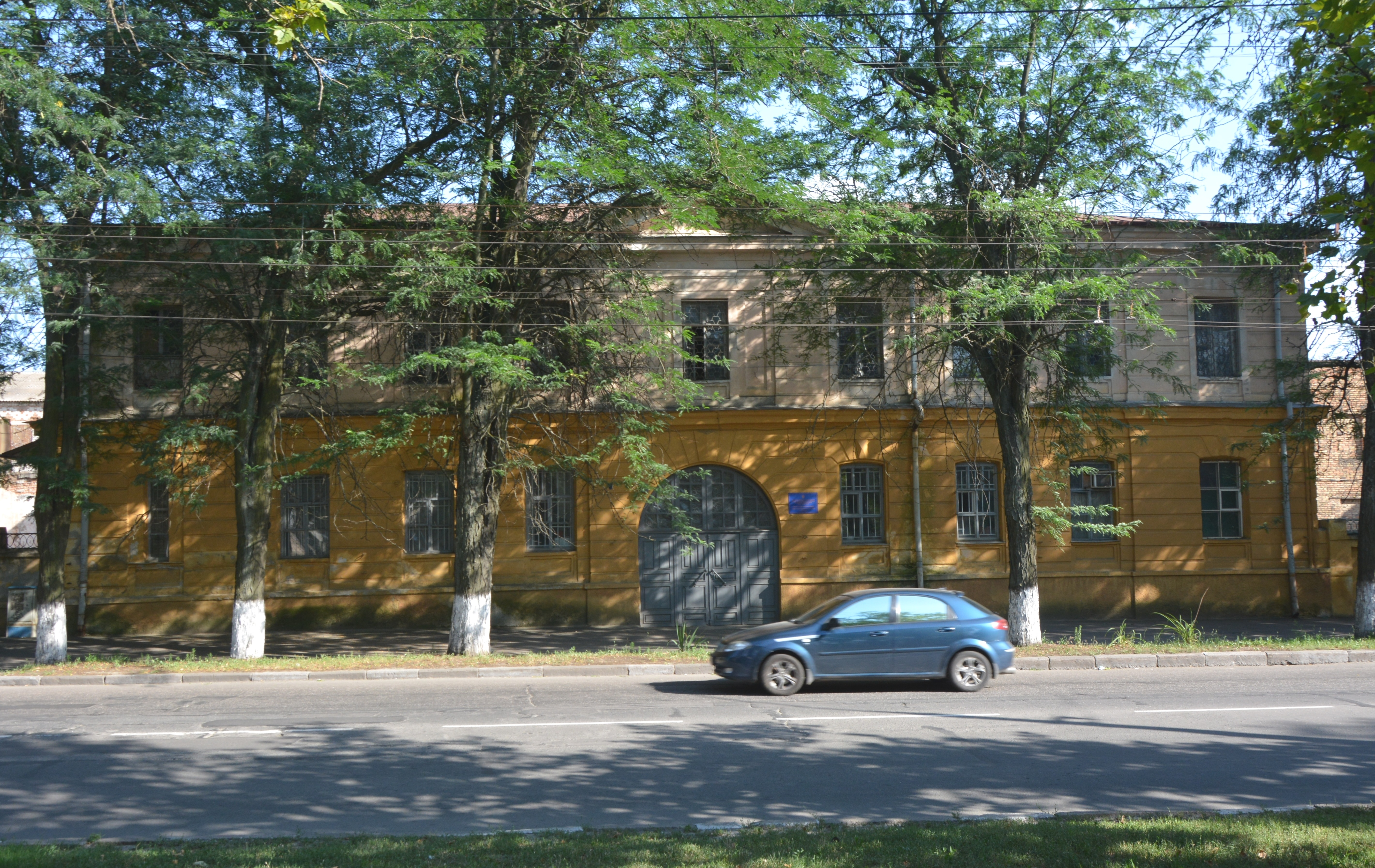
Entrée de la prison.

La construction de l'arsenal date du XVIIIe siècle par l'architecte Ivan Strougovchtchikov pour le stockage de poudres, canons et boulets comme partie de la Forteresse de Kherson de la Nouvelle-Russie. Gravement endommagé lors d'un tremblent de terre en 1802 il est reconstruit en 1812.
En 1884 le bâtiment est converti en prison temporaire puis en 1906 c'est son affectation principale.
Il est sur le registre national des monuments immeubles d'Ukraine sous le numéro :  65-101-0042.